# Rádio Popular-Paredes-Boavista
A Radio Popular - Boavista é uma equipa profissional de ciclismo sediada no Porto. É equipa que participa no circuito UCI Europe Tour.
Faz parte do programa desportivo do Boavista Futebol Clube, em parceria com a Radio Popular, empresa portuguesa no ramo do retalho.

## Resultados
1999
Vitória 5ª Etapa GP Torres Vedras, Delmino Pereira
2000
Vitória  Portugal Campeonato Nacional de Estrada, Marco Morais
Vitória 3ª Etapa Volta ao Alentejo, Pedro Soeiro
Vitória 3ª Etapa GP Jornal de Noticias, Delmino Pereira
2001
Vitória à Geral GP Torres Vedras, Adrián Palomares
Vitória 5ª Etapa GP do Minho, Josep Jufré
2002
Vitória à Geral GP Torres Vedras, David Bernabeu
Vitória 3ª Etapa, David Bernabeu
Vitória Clásica a los Puertos, Josep Jufré
Vitória Tour du Finistère, David Bernabeu
2003
Vitória Melbourne to Warrnambool Classic, Simon Gerrans
Vitória  Campeonato Nacional Estrada, Pedro Soeiro
Vitória  Austrália Campeonato Nacional Contra-Relógio, Ben Day
Vitória Etapa 9 Volta a Portugal, Pedro Arreitunandia
2004
Vitória à Geral Volta ao Alentejo, Danail Petrov
Vitória Etapa 3, Danail Petrov
Vitória Etapa 5, Joaquim Sampaio
Vitória Etapa 1 GP Torres Vedras, Danail Petrov
Vitória GP Area Metropolitana de Vigo, Pedro Soeiro
vitoria Grande Prémio Abimota, Pedro Soeiro
2005
Vitória Etapa 3 Volta de São Paulo, Pedro Soeiro
Vitória Etapa 1 Volta ao Alentejo, Pedro Soeiro
Vitória Etapa 4 GP Torres Vedras, André Vital
2006
Vitória Etapa 2 Volta a Portugal, Manuel Cardoso
Vitória GP Area Metropoli, Jacek Morajko
Vitória Etapa 7 Herald Sun Tour, Ben Day
2007
Vitória Etapa 2 Vuelta a Extremadura, Joaquim Sampaio
Vitória Etapas 4 e 5 Vuelta a Extremadura, Manuel Cardoso
2008
Vitória à Geral GP Torres Vedras, Tiago Machado
2009
Vitória  Campeonato Nacional Contra-Relógio, Tiago Machado
Vitória Etapa 2 Vuelta a Extremadura, Bruno Lima
2010
Vitória  Campeonato Nacional Estrada, Danail Petrov
Vitória  Campeonato Nacional Contra-Relógio, Sergio Sousa
2011
Vitória  Campeonato Nacional Estrada, João Cabreira
Vitória Etapa 1 Volta ao Alentejo, Bruno Lima
2012
Vitória  Campeonato Nacional Contra-Relógio, José Gonçalves
2013
Vitória Etapa 1 Volta ao Alentejo, Daniel Silva
Vitória Etapa 2 Volta a Portugal do Futuro, Domingos Gonçalves
2014
2º lugar classificação geral Volta a Portugal, Rui Sousa
Vitória na 7ª etapa (Torre) Volta a Portugal, Rui Sousa
2015
Vitória  Campeonato Nacional Estrada sub-23, Nuno Bico
2017
Vitória  Campeonato Nacional Contra-Relógio, Domingos Gonçalves
Vitória na 4ª etapa Troféu Joaquim Agostinho, João Benta
Vitória na 6ª etapa Volta a Portugal, Rui Sousa
2018
Vitória na 6ª etapa Volta a Portugal de 2018, Domingos Gonçalves
6ª lugar na classificação final Volta a Portugal de 2018, João Benta
2019
Vitória na 7ª etapa Volta a Portugal de 2019, Luís Gomes
Vitória na 6ª etapa Volta a Portugal de 2019, João Benta
6ª lugar na classificação final Volta a Portugal de 2019, João Benta
7ª lugar na classificação final Volta a Portugal de 2019, David Rodrigues

## Plantel 2019
- João Benta
- David Rodrigues
- Luís Gomes
- Daniel Silva
- Luís Mendonça
- Hugo Nunes
- João Salgado
- Afonso Silva
- Pablo Guerrero
- Antonio Gomez